# Quinton Quayle

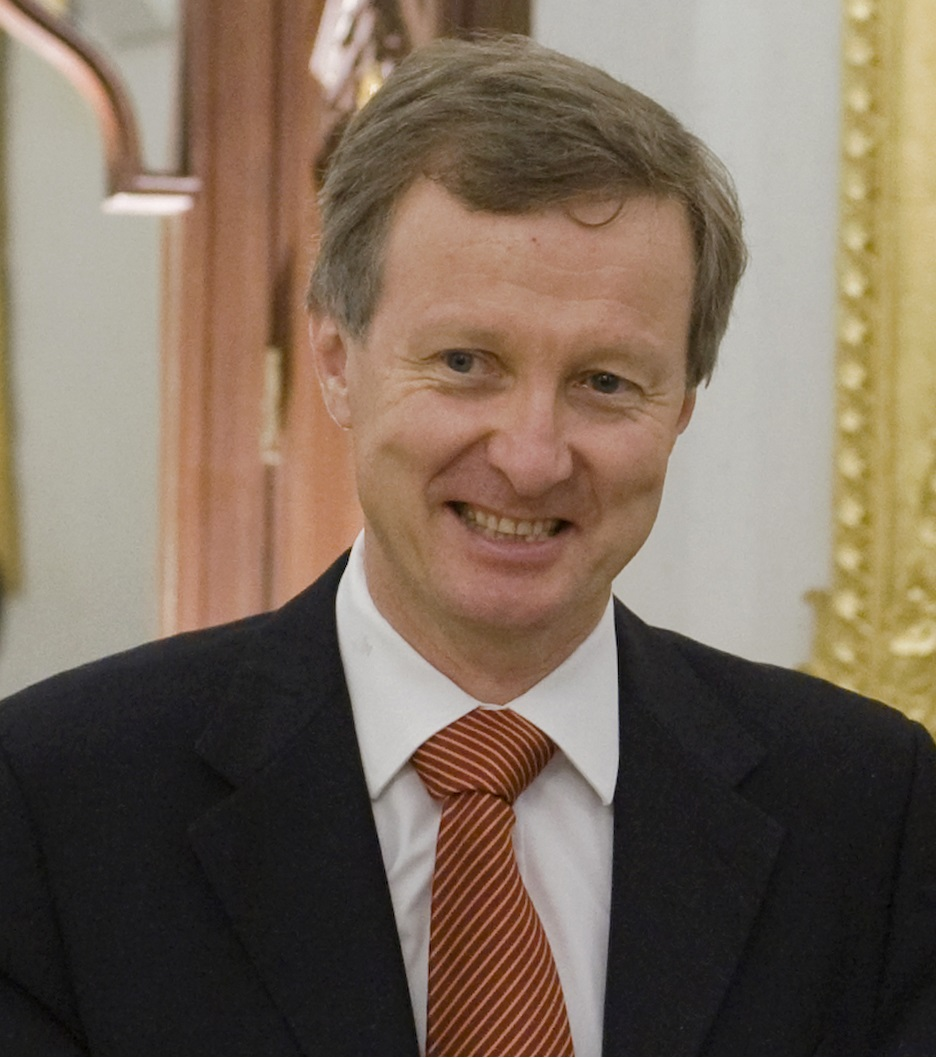
Quinton Quayle (2010)

Quinton Mark Quayle (* 5. Juni 1955) ist ein ehemaliger britischer Diplomat.

## Leben
Quinton Mark Quayle absolvierte nach dem Besuch der renommierten 1553 gegründeten Bromsgrove School und der Humphry Davy School in Penzance ein Studium an der University of Bristol. 1977 trat er in den diplomatischen Dienst (HM Diplomatic Service) und fand in der Folgezeit zahlreiche Verwendungen an Auslandsvertretungen sowie im Außenministerium (Foreign and Commonwealth Office). Er absolvierte ferner ein Studium der thailändischen Sprache an der zur Universität London gehörenden School of Oriental and African Studies sowie einen Studienaufenthalt an der Universität Chiang Mai. Er war zwischen 1994 und 1996 Direktor für Gemeinsame Exportförderung (Director, Joint Export Promotion) im Außenministerium sowie im Anschluss von 1996 bis 1999 Botschaftsrat und Ständiger Vertreter (Counsellor and Deputy Head of Mission) an der Botschaft in Indonesien. Nachdem er zwischen 1999 und 2002 Direktor der Internationalen Gruppe von British Trade International war, wurde er 2002 als Nachfolger von Richard Ralph Botschafter in Rumänien. Er verblieb bis 2006 auf diesem Posten und wurde daraufhin von Robin Barnett abgelöst.
Zuletzt wurde Quayle 2007 Nachfolger von David Fall als Botschafter in Thailand und bekleidete dieses Amt bis 2010, woraufhin Asif Ahmad seine Nachfolge antrat. Zugleich war er zwischen 2007 und 2010 in Personalunion als nicht-residierender Botschafter in Laos akkreditiert. Nach seinem Ausscheiden aus dem diplomatischen ist er seit 2011 Berater des Präsidenten des thailändischen Getränkekonzerns Thai Beverage.